# CHIPSat
CHIPSat (Cosmic Hot Interstellar Plasma Spectrometer) es un microsatélite de la NASA dedicado a la espectroscopia del fondo difuso de ultravioleta en rango entre 90 a 260 angstroms. Pertenece a la clase de misiones UNEX (University Explorer), patrocinadas por la NASA y fue lanzado desde la base de Vandenberg en un cohete Delta.
CHIPSat tiene una masa de 40 kg, consume 60 vatios de potencia y está estabilizado en los tres ejes. Fue fabricado por SpaceDev para la Universidad de California, Berkeley, bajo un contrato de la NASA. El coste de construcción del satélite se redujo utilizando partes disponibles comercialmente.
Fue el primer satélite en usar el protocolo TCP/IP en toda la cadena de comunicaciones hasta el control tierra.

## Especificaciones
- Masa total: 85 kg
- Perigeo: 585 km
- Apogeo: 601 km
- Inclinación orbital: 94,01 grados
- Periodo: 96,39 min